# Mehu
| G17 | V22 | G43 |

| G17 | V22 | G43 |

Mehu fue un chaty (canciller) del Imperio Antiguo de Egipto durante el reinado del faraón Meryra Pepy. Comenzó su carrera como oficial durante el reinado de Unis y alcanzó puestos de responsabilidad con Teti hasta llegar al máximo puesto con Pepi. Además de los títulos anejos al cargo tenía los de canciller del Bajo Egipto, gobernador del Alto Egipto, supervisor de los tesoros, guardián de la Corona, supervisor del granero doble y supervisor de todas las obras reales.
Su primera esposa fue la princesa Iku, posiblemente hija de Meryra Pepy puesto que llevaba el título de Hija del Rey, y tuvo otras dos esposas, Nebet y Nefretkaus. De estas uniones tiene al menos un hijo llamado Kahotep que fue enterrado en la mastaba de su padre.

## Tumba

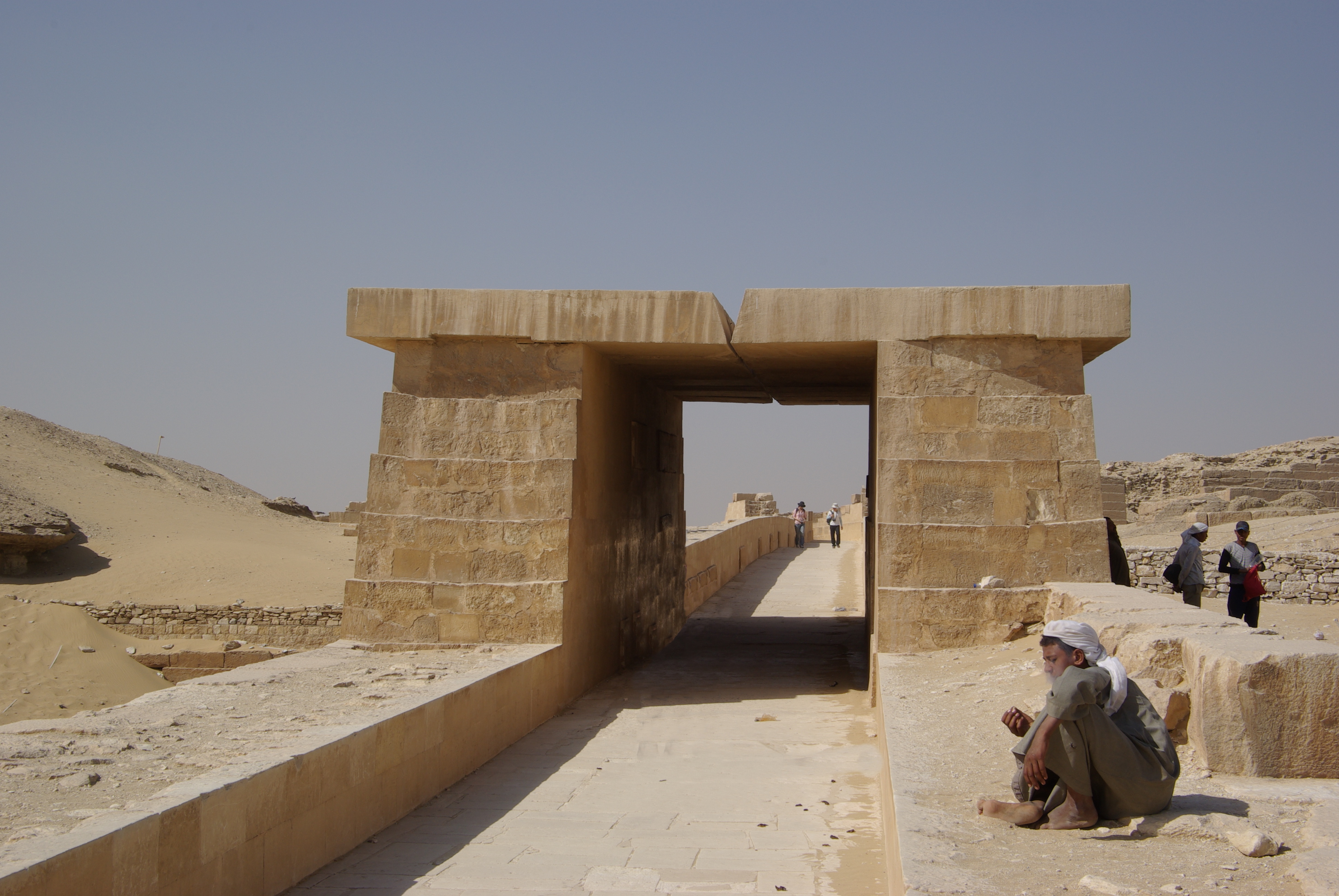
Vista de parte de la calzada que conduce al complejo funerario de Unis, junto a la cual se encuentra la mastaba de Mehu.

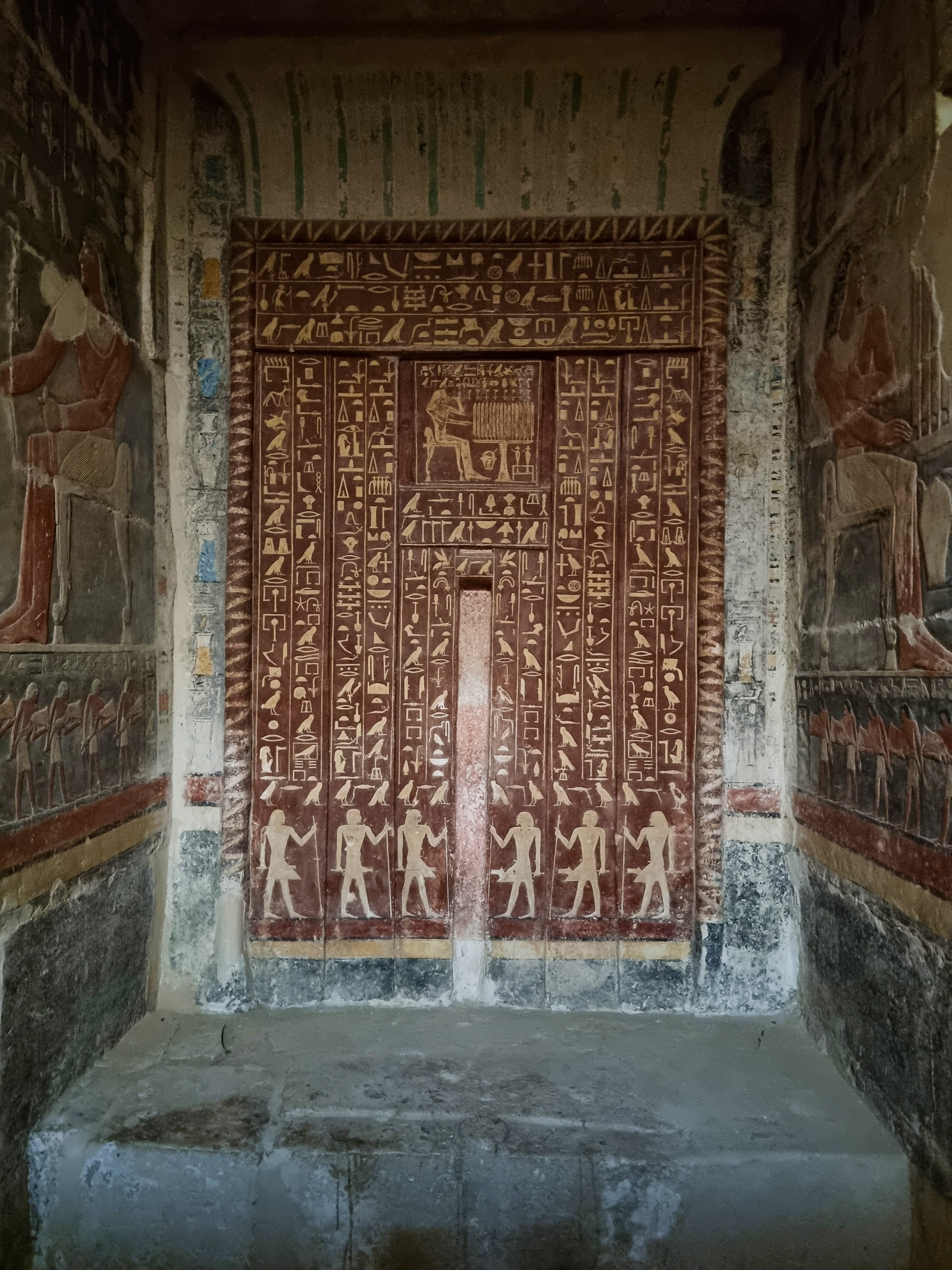
Falsa puerta en la tumba de Mehu.

Fue enterrado en una mastaba de Saqqara, al noroeste de la calzada de la Pirámide de Unis. Tiene bellas pinturas de bailarinas y cantores que se han hecho famosas. Fue descubierta por el egiptólogo egipcio Zaki Saad y fue excavada en 1940 por el arqueólogo Salam Hussein, y se encuentra en una perfecto estado de conservación, con hermosos frescos policromados que representan escenas de caza y pesca, las ofrendas y la vida cotidiana, como la cosecha, la música y la danza, la navegación o el trabajo de los metales.
La mastaba incluye un pórtico con dos pilares cuadrados que llevan una imagen de Mehu con su nombre y títulos. En el suelo se encuentra la entrada al pozo de acceso y una puerta falsa destinada a recibir las ofrendas y a facilitar el paso del alma del mundo de los vivos al de los muertos. Pintada en rojo para imitar al granito (material demasiado caro que solo usaban algunos nobles además del faraón y sus esposas), esta estela tiene largas columnas de jeroglíficos grabados y pintados con las fórmulas elogiosas que debían acompañar los ritos del culto al difunto. Una segunda estela similar se conserva al fondo de la capilla de las ofrendas, que tiene las paredes cubiertas de relieves de buena calidad con escenas del ofrecimiento de ofrendas y dos imágenes de Mehu ataviado con las ropas de su cargo, sentado ante una mesa ricamente surtida.
La tumba tiene las escenas funerarias clásicas, ricamente detalladas, y conserva su policromía. En el pasillo está grabado el desfile de los cuarenta dominios a que pertenecían los templos funerarios al cuidado de Mehu, entre los que se encuentran los de Neferirkara, Dyedkara-Isesi, Unis y Teti, lo que indica que el cambio de dinastía no fue traumático y que los nuevos soberanos deseaban depender de estos antepasados y atraerse así su protección.
La mastaba tiene una pequeña capilla funeraria adjunta también decorada. Pertenece a Merire-Anj y contiene una estela de falsa puerta tratada de manera similar a las de Mehu.

## Galería de la tumba de Mehu
|  |
|  |

|  |
|  |

|  |
|  |

|  |
|  |

|  |
|  |